# Vin de liqueur
 (septembre 2022).

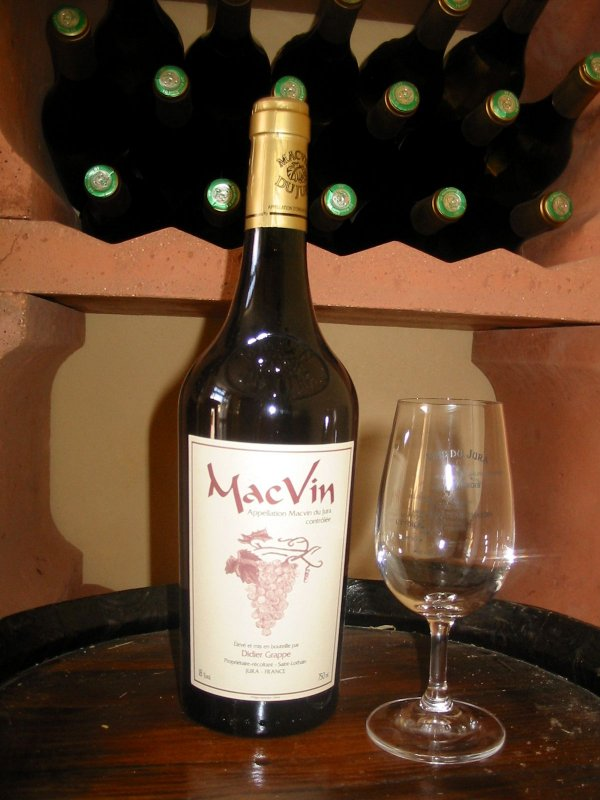
Bouteille de macvin.

Le vin de liqueur, ou mistelle de raisin, est un vin muté obtenu par mutage avant fermentation alcoolique, le moût étant additionné d'alcool éthylique (eau-de-vie de vin essentiellement) pour empêcher sa fermentation afin de conserver le sucre résiduel fruité. Ce n'est donc pas un vin stricto sensu car 100 % de son alcool provient du mutage. Il existe cependant des produits labellisés « vin de liqueur » dont le moût a déjá entamé sa fermentation alcoolique, alors que ce sont, techniquement parlant, des vins doux naturels.

## Différence avec le vin doux
Le vin doux naturel, qui est l'autre catégorie de vin muté, a déjà commencé sa fermentation lorsqu'on lui ajoute de l'alcool. Finalement il contient une partie d'alcool produit naturellement et une partie d'alcool ajouté.

## Mistelles d'origine non viticole
Le pommeau est une mistelle de moût de pomme muté au calvados ou au lambig et le poirineau de moût de poire muté à l'eau-de-vie de poiré.

## Productions

### France
Des mistelles sont produites dans plusieurs régions de France sous différents noms, même si elles ne sont pas toujours commercialisées. Trois régions produisent des mistelles de vin réputées : les Charentes avec le pineau, la Gascogne avec le floc, et le Jura avec le macvin.
- Le pineau des Charentes est élaboré avec du Cognac et titre entre 16 et 22 degrés d'alcool. Il est protégé par une AOC depuis le 12 octobre 1945.
- Le floc de Gascogne (Lo Flòc, « bouquet de fleurs » en gascon) utilise quant à lui des moûts de raisins de Gascogne et de l'armagnac. Il en existe deux variétés, du blanc et du rosé (ce dernier est en fait de couleur rouge). Produit dans l'ensemble de l'appellation armagnac, il est protégé par une AOC depuis le 27 novembre 1990.
- Dans le Jura, du marc du Jura est ajouté au moût de raisin pour élaborer le macvin du Jura. Le macvin est connu depuis le XIVe siècle également sous les noms de maquevin et marc-vin. Il est protégé sous le nom de macvin par une AOC depuis le 14 novembre 1991. Il peut être rouge, blanc ou rosé en fonction du raisin utilisé (plus fréquemment blanc).
- Le ratafia de Champagne est élaboré avec du raisin de l'appellation « Champagne » ou « coteaux champenois » et un quelconque alcool neutre (les meilleurs utilisent de la fine ou du marc de Champagne). Il titre 18°GL. Le ratafia de Champagne est classé en France (à tort) « apéritif à base de vin ».
- En Bourgogne, le ratafia est confectionné avec du marc de Bourgogne et du jus de raisin ou parfois du jus de pommes et l'eau-de-vie de cidre (ratafia de cidre du pays d'Othe).
- Dans le Languedoc, on trouve aussi la cartagène.
- Dans le Comtat Venaissin, le Sautel est élaboré depuis 1796 à base de grenache vieux et d'écorces aromatiques.
- En Normandie, le pommeau de Normandie est élaboré avec du jus de pomme non fermenté et du calvados (appellation d'origine contrôlée depuis 1991).
- Dans le Maine, le pommeau du Maine est élaboré avec du cidre et de l'eau-de-vie fine du Maine.
- En Bretagne, le pommeau est élaboré avec du jus de pomme et du lambig.
- Dans le Beaujolais, le rikiki est fabriqué à partir de moût de raisin en partie fermenté, additionné d’eau-de-vie de marc de raisin et de sucre.

### Québec
- Sur l'Île d'Orléans, on retrouve une mistelle à 17° produite sous le nom Insula à la propriété Sainte-Pétronille. Il s'agit d'un assemblage de jus de raisin vandal-cliche avec l'addition de brandys.
- Près d'Oka, à la Roche des Brises, on retrouve une mistelle nommée Sir Parker (cuvée 2009, DL, Taram)
- À Compton sont produites une mistelle de pomme et une de poire et prune à 18 %
- À Saint-Théodore-d'Acton, au verger Clément Larivière, est produite une mistelle de pomme à 20 % nommée l'Éden
- À Rougemont, la cidrerie Michel Jodoin produit deux mistelles de pomme. Une première se situe à 20 % alc./vol. et se nomme la Mistelle Dorée. D'ailleurs, cette dernière est élaborée à partir de la pomme McIntosh. La seconde se nomme la Fine Caroline Rosé et est à 18,5% alc. /vol. La particularité de cette mistelle est qu'elle est faite à partir d'une variété de pomme à chair rouge, acidulée et tanique nommée Geneva. D'ailleurs, la cidrerie Michel Jodoin est le plus grand producteur de cette pomme au Québec.
- À L'Isle-aux-Coudres, la cidrerie et Vergers Pedneault élabore plusieurs mistelles. Une mistelle de pommes et amélanches, appelée Mamzell' Marie-Anne, une mistelle de pommes et poires, une mistelle de pommes, une mistelle de prunes, et une mistelle de pommes gelées, appelée La Grande Glace.
- Sur l'Île Népawa de Clerval en Abitibi est produite une mistelle de pomme et de framboise avec un taux d’alcool de 17%.

### Madagascar
- Aux abords de la ville de Fianarantsoa, le domaine de Mahitasoa produit une mistelle à 18 % appelée Piloboka. Cette mistelle a la particularité d'être produite par un assemblage de jus de raisin issu du cépage couderc, vendangé tardivement, avec du jus de canne distillé (du rhum).